# Sysstema
Sysstema là một chi bướm đêm thuộc họ Geometridae.